# Ирина Алегрова
Ирина Александровна Алегрова (рус. Ирина Александровна Аллегрова; Ростов на Дону, 20. јануар 1952) руска је певачица Народна уметница Руске Федерације (2010).

## Дискографија

### Студијски албуми
- (1992)
- (1994)
- (1994)
- (1996)
- (1997)
- (1998)
- (1999)
- (2001)
- (2002)
- (2004)
- (2005)
- (2007)
- (2010)
- (2016)

### Компилације
- (1994)
- (2002)
- (2002)
- (2002)
- (2003)
- (2009)
- (2019)
- (2019)
- (2019)
- (2019)
- (2019)
- (2019)
- (2020)

### Видео албуми
- (1996)
- (1998)
- (1998)
- (2010)

### ЕПови
- (2018)